# 라디오 야설극장
《라디오 야설극장 - 색녀유혼》은 채널CGV에서 2008년 3월 6일부터 2008년 3월 27일까지 방영되었던 드라마로서,
누구나 한 번쯤은 상상해 봤음직한 에로틱 판타지를 소재로 삼아 현재와 과거를 넘나드는 독특한 액자구조로 풀어낸 퓨전 코미디 드라마이다.

## 스토리
지방 소도시의 라디오 방송국에서 지루한 클래식 프로그램을 담당하며 따분한 일상을 보내던 김피디와 보조 작가인 박작가. 이들은 우연히 건달 황실장에게 엮여서 빚을 지게 되고 빚을 갚는 대가로 에로물 라디오 방송을 만들어 달라는 황당한 주문을 받게 된다. 이들은 밤중에 방송국에 몰래 숨어 들어가서 에로 오디오물을 만들기 시작하면서 성우들로 황실장 일당과 중국집 배달부 아가씨가 합류하게 되고, 서로가 심심했던 생활에서 벗어나 점차 활기를 찾게 되는데...

## 등장 인물

### 주요 인물
- 김정민 : 황실장 역
- 강성필 : 박작가 역
- 김수근 : 김피디 역

### 그외 인물들
- 고다미 : 왕보조 역
- 민지희 : 양화 역
- 서연수 : 미선 역
- 고정민 : 현남 역

### 우정출연
- 오정태 : 보일러공 역

| 채널CGV 드라마 | 채널CGV 드라마                                     | 채널CGV 드라마 |
| 이전 작품      | 작품명                                             | 다음 작품      |
| -------------- | -------------------------------------------------- | -------------- |
| -              | 라디오 야설극장 (2008년 3월 6일 ~ 2008년 3월 27일) | -              |

틀:채널CGV 드라마